# Aristolochia brevifolia
Aristolochia brevifolia är en piprankeväxtart som först beskrevs av Adelbert von Chamisso, och fick sitt nu gällande namn av Lucien Leon Hauman. Aristolochia brevifolia ingår i släktet piprankor, och familjen piprankeväxter. Inga underarter finns listade i Catalogue of Life.